# Thermosäge

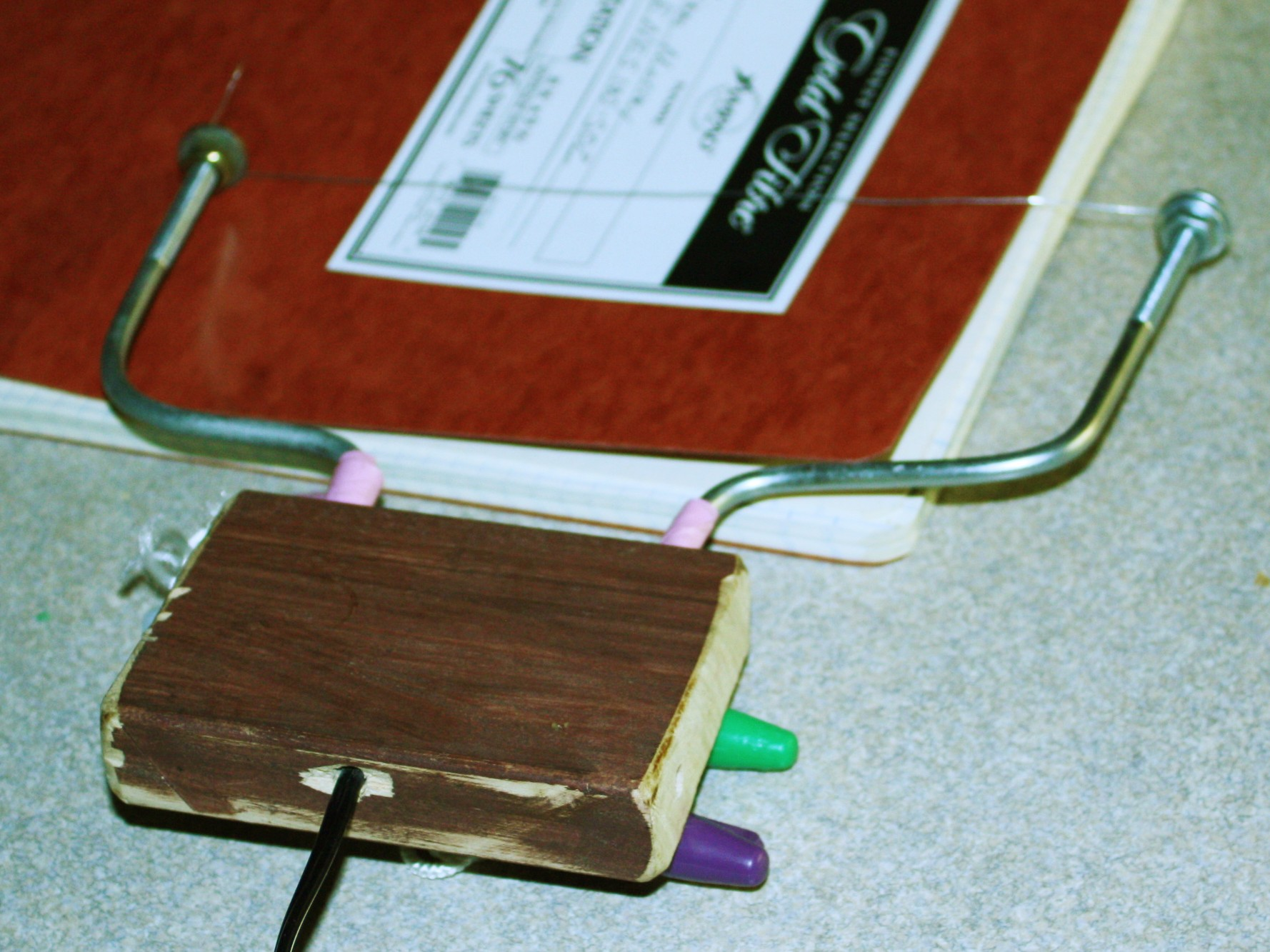
Einfache Thermosäge

Anders als bei einer herkömmlichen Säge wird bei einer Thermosäge das zu sägende Material geschmolzen. Folglich ist diese nur für Materialien geeignet, die bei relativ geringen Temperaturen schmelzen, wie zum Beispiel Schäume thermoplastischer Kunststoffe (das sind zum Beispiel Dämmplatten aus Styrodurhartschaum, Styroporhartschaum, Polystyrolhartschaum), Wachs oder Eis.
Ihre hauptsächliche Anwendung findet die Thermosäge im Architekturmodellbau, im Flugzeugmodellbau (Tragflächenherstellung), bei der Schauwerbegestaltung, beim Bearbeiten von Schaumpolystyrol bei Gebäudewärmedämmung und WDVS-Arbeiten.
Das wichtigste Element der Thermosäge ist ein Metalldraht, der wegen des notwendigen Widerstands immer aus einer Eisenlegierung (Stahl, Edelstahl, Heizleiter) besteht. Der durchfließende hohe Strom erhitzt den Draht auf Arbeitstemperatur. Zur sicheren Stromversorgung muss ein Niedervoltnetzgerät verwendet werden, damit ein versehentliches Berühren des Drahtes ohne Folgen bleibt. Aufwendigere Modelle verfügen des Öfteren zusätzlich über einen Ventilator zur Belüftung des Heißdrahtes, um einer Überhitzung desselben an den nicht schneidenden Stellen entgegenzuwirken.

## Synonyme
Styrocut (Markenname einer bekannten Thermosäge), Hotwire, Heißdraht-Schneidegerät, Styroporschneider, Schaumschneidemaschine, Isoboy, Inocut IC2, IC3 oder IC4 sind ebenfalls Heißdrahtschneidegeräte.